# Giuseppe Pallavicini
Giuseppe Pallavicini (Asciano, 16 ottobre 1956) è un allenatore di calcio ed ex calciatore italiano, di ruolo difensore.

## Carriera

### Giocatore

Da destra: Pallavicini alla Reggiana nel campionato 1982-1983, in un derby emiliano con il bolognese Colomba e l'altro reggiano Sola.

Difensore centrale, ha giocato in Serie A e Serie B con le maglie di Torino, Monza, Reggiana e Lanerossi Vicenza. Nel suo palmarès c'è lo scudetto granata del 1975-1976, il primo e fin qui unico del post-Superga, ottenuto collezionando quattro presenze.
Nelle cinque stagioni trascorse nel Monza ha ripetutamente sfiorato la promozione in Serie A (mancata nella stagione 1978-1979 solo allo spareggio di Bologna contro il Pescara), per poi lasciare la squadra lombarda dopo la retrocessione della stagione 1980-1981.
In carriera ha totalizzato complessivamente 6 presenze in Serie A (tutte con la maglia del Torino), 214 presenze e 6 reti in Serie B con le maglie di Monza, Reggiana e Lanerossi Vicenza e 3 convocazioni e una presenza con la Nazionale Under 21, ottenute tutte durante la sua militanza nel Monza.

### Allenatore
Nella stagione 1999-2000 ha allenato la Vigor Lamezia; nella stagione 2007-2008 ha allenato il Capo Vaticano, nel campionato calabrese di Eccellenza, venendo esonerato a dicembre. L'anno precedente aveva allenato il Canelli in Serie D.
Nella stagione 2016-2017 si è occupato della supervisione tecnica e del coordinamento degli allenatori presso la società calcistica Real Salus di Torino.

## Palmarès

### Giocatore

#### Club
- Campionato italiano: 1

Torino: 1975-1976